# Командный чемпионат мира по русским шашкам 2022 года
Командный чемпионат мира по русским шашкам 2022 года — соревнование по шашкам, которое проводилось с 25 августа по 1 сентября в посёлке Кранево (Болгария) Международной федерацией шашек (IDF) в форматах классическая программа и молниеносная программа.

## Регламент
Состав команд у мужчин: 3 спортсмена плюс 3 запасных игрока. У женщин: 2 спортсменки плюс 2 запасных игрока. Рассадка игроков по доскам на все туры производилась согласно заявке, поданной перед туром.
Соревнования в обеих программах проводились по системе микро-матчей из двух партий. У мужчин на первой и второй досках проводилась жеребьёвка начальных ходов, на третьей доске-жеребьёвка первого хода белых. У женщин на обеих досках проводится жеребьевка начальных ходов.
Места команд определялись по наибольшей сумме очков, набранных всеми участниками команды. В случае равенства очков места команд определяются в соответствии с официальными Правилами игры и соревнований IDF.
| Место | Команда                                                                                                 | Всего очков | Очки за матч |
| 1     | TNA-2 Николай Стручков, Гаврил Колесов, Сергей Белошеев Муродулло Амриллаев, Роман Щукин Николай Гуляев | 44          | 16           |
| 2     | TNA-1 Андрей Валюк, Игорь Михальченко, Артём Тихонов                                                    | 40          | 14           |
| 3     | Узбекистан · Рамазон Худойназаров, · Алишер Артыков, · Alirizo Salimov, · Laziz Muraliyev               | 33          | 12           |
| 4     | Израиль · Юрий Кириллов, · Дмитрий Ганопольский, · Алексей Верховых                                     | 30          | 10           |
| 5     | Замбия · William Christian Chinzewe, · Elijah Chanda, · Dingswayo Jere, · Phiri Raphael                 | 24          | 8            |
| 6     | Молдова · Денис Дудко, · Георге Буду, · Дмитрий Кушнир, · Stepan Tabacar, · Stepan Caraseni             | 20          | 6            |
| 7     | Франция · Felix Verbouk, · Serhii Vasyliushko, · Валентин Круликовский                                  | 16          | 4            |
| 8     | Румыния · Виталий Братан, · Тодор Тихон, · Габриэла Тихон, · Максим Репеску, · Ионут Лунгу              | 8           | 2            |
| 9     | Болгария · Богдан Янев, · Димитар Янев, · Тончо Тенев, · Валентин Минчев                                | 1           | 0            |

| Место | Команда                                                                                                   | Всего очков | Очки за матч |
| 1     | TNA-1 Виктория Николаева, Вера Хващинская                                                                 | 18          | 10           |
| 2     | TNA-2 Жанна Бупеева, Кристина Ватолина, Светлана Стрельцова, Сандаара Апросимова                          | 18          | 9            |
| 3     | Казахстан · Алтынай Джумагальдиева, · Тогжан Тажибекова                                                   | 15          | 8            |
| 4     | Узбекистан · Шахзода Турсунмуротова, · Нигина Бозорова, · Robiyabonu Nigmatullayeva, · Малика Нодиркулова | 13          | 7            |
| 5     | Молдова · Мария Гайдаржи, · Анна Шляховская                                                               | 12          | 5            |
| 6     | Израиль · Елена Соркина, · Зинаида Александрова                                                           | 8           | 3            |
| 7     | Румыния · Виктория Лунгу, · Андреа Горун, · Бьянка Горун, · Влада Саронут                                 | 0           | 0            |

## Молниеносная программа
В молниеносной программе у мужчин сборные Замбии и Узбекистана набрали одинаковое количество очков. В дополнительном матче сборная Замбии выиграла у сборной Узбекистана со счётом 4 - 2 и заняла третье место. Больше всех очков набрал Роман Щукин, второе место сенсационно занял замбийский шашист William Christian Chinzewe.
| Место | Команда                                                                                                 | Всего очков | Очки за матч |
| 1     | TNA-2 Николай Стручков, Гаврил Колесов, Сергей Белошеев Муродулло Амриллаев, Роман Щукин Николай Гуляев | 50          | 17           |
| 2     | TNA-1 Андрей Валюк, Игорь Михальченко, Артём Тихонов                                                    | 45          | 17           |
| 3     | Замбия · William Christian Chinzewe, · Elijah Chanda, · Dingswayo Jere                                  | 36          | 12           |
| 4     | Узбекистан · Рамазон Худойназаров, · Алишер Артыков, · Alirizo Salimov, · Laziz Muraliyev               | 36          | 12           |
| 5     | Израиль · Юрий Кириллов, · Дмитрий Ганопольский, · Алексей Верховых                                     | 34          | 11           |
| 6     | Молдова · Денис Дудко, · Георге Буду, · Дмитрий Кушнир, · Stepan Tabacar, · Stepan Caraseni             | 24          | 9            |
| 7     | Эстония · Приит Локотар, · Станислав Ушков, · Кристиан Сугул Кеир                                       | 15          | 6            |
| 8     | Франция · Felix Verbouk, · Serhii Vasyliushko, · Валентин Круликовский                                  | 14          | 4            |
| 9     | Румыния · Виталий Братан, · Тодор Тихон, · Габриэла Тихон, · Максим Репеску, · Pavel Cincilei           | 9           | 2            |
| 10    | Болгария · Богдан Янев, · Димитар Янев, · Тончо Тенев, · Валентин Минчев                                | 5           | 0            |

| Место | Команда                                                                                                   | Всего очков | Очки за матч |
| 1     | TNA-1 Виктория Николаева, Вера Хващинская                                                                 | 19          | 10           |
| 2     | TNA-2 Жанна Бупеева, Кристина Ватолина, Юлия Журавская Дайаана Кондратьева                                | 18          | 10           |
| 3     | Казахстан · Алтынай Джумагальдиева, · Тогжан Тажибекова                                                   | 16          | 8            |
| 4     | Узбекистан · Шахзода Турсунмуротова, · Нигина Бозорова, · Robiyabonu Nigmatullayeva, · Малика Нодиркулова | 15          | 8            |
| 5     | Молдова · Мария Гайдаржи, · Анна Шляховская                                                               | 9           | 4            |
| 6     | Израиль · Елена Соркина, · Зинаида Александрова                                                           | 5           | 2            |
| 7     | Румыния · Виктория Лунгу, · Яна Готун, · Андреа Горун                                                     | 2           | 0            |